# 39791 Jameshesser
39791 Jameshesser este o planetă minoră (asteroid), cu un diametru de 1,617 km, din centura de asteroizi. A fost descoperită pe 13 august 1997 la National Research Council Canada⁠(d) de David D. Balam. 
Obiectul prezintă o orbită caracterizată de o semiaxă mare de 1,9463256 UAi, o excentricitate de 0,1, o înclinație de 23,61006 ° în raport cu ecliptica.